# Ingrebourne River
Der Ingrebourne River (auch River Ingrebourne) ist ein Zufluss der Themse in London, England.
Der Ingrebourne River entsteht als Abfluss des South Weald Lake im Weald Country Park am nordöstlichen Rand von Brentwood in Essex. Er fließt in südlicher bis südwestlicher Richtung über seinen gesamten Verlauf zunächst unter dem Namen Weald Brook und kreuzt die M25 nördlich der Anschlussstelle 28. Ab dem Klärwerk Nags Head Lane trägt er den Namen Ingrebourne River. Er fließt im London Borough of Havering zwischen Upminster und Hornchurch in das Feuchtgebiet der Ingrebourne Marshes südöstlich von Hornchurch.(51° 31′ 52″ N, 0° 12′ 42″ O) Er mündet südwestlich von Rainham bei Frog Island unter dem Namen Rainham Creek in die Themse.
Die Ingrebourne Marshes sind eine Site of Special Scientific Interest (SSSI) und ein Naturschutzgebiet.